# 肥後長浜駅
肥後長浜駅（ひごながはまえき）は、熊本県宇土市長浜町西の二にある、九州旅客鉄道（JR九州）三角線（あまくさみすみ線）の駅である。

## 歴史
- 1931年（昭和6年）7月17日：肥後長浜仮停留所として、鉄道省が開設[2]。
- 1939年（昭和14年）1月1日：肥後長浜駅に昇格[2]。
- 1952年（昭和27年）1月10日：小荷物取扱開始（配達取次は無し）[3]。
- 1962年（昭和37年）4月1日：業務委託駅となる（日本交通観光社に委託）[4]。
- 1973年（昭和48年）9月20日：小荷物取扱廃止[5]。無人駅となる[6]。
- 1987年（昭和62年）4月1日：国鉄分割民営化により、JR九州が継承[2]。

## 駅構造
単式ホーム1面1線を有する地上駅である。駅舎は既に撤去され、跡に小さな開放的な待合所が建つ。無人駅。

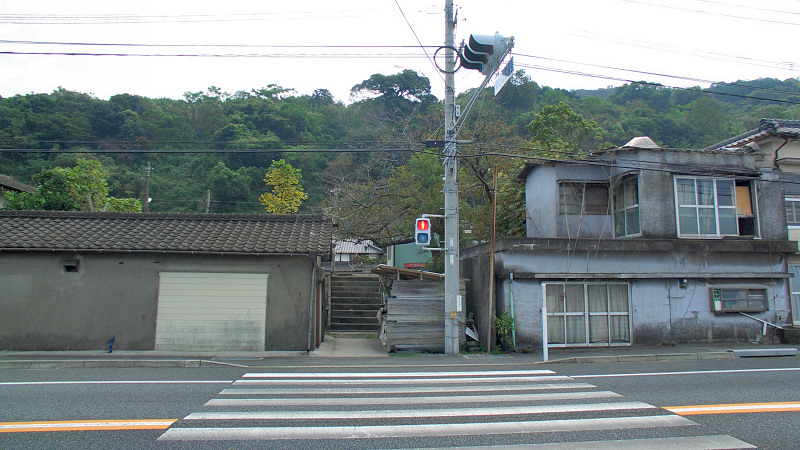
駅入口（国道57号に面する）

## 駅周辺
海が近く、周辺には海の家が数軒ある。なお、国道57号は有明海側を通るが、当駅から少しだけ離れている。
- 国道57号
- 長浜海水浴場 - 駅前すぐ。
- デイリーヤマザキ宇土長浜店
- 網田漁業協同組合長浜支所
- 長浜簡易郵便局
- 長部田海床路[1]

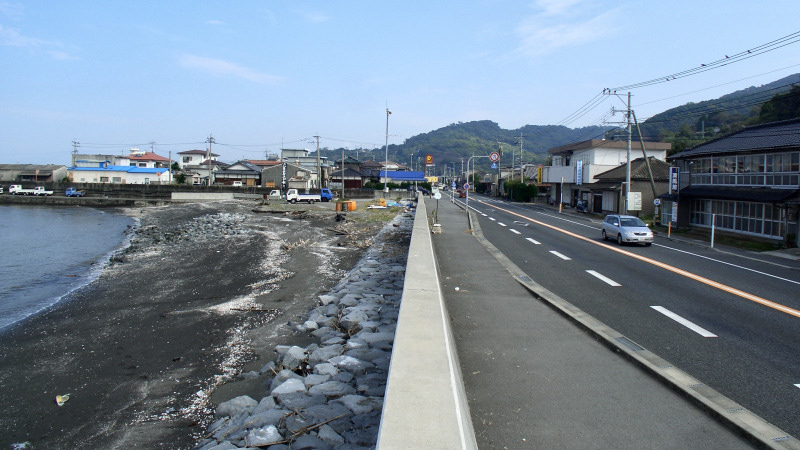
駅前
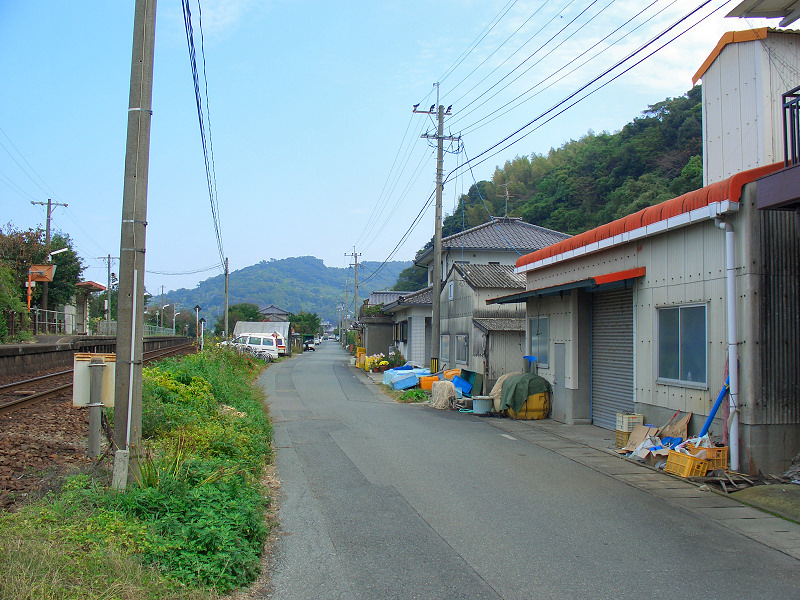
駅裏
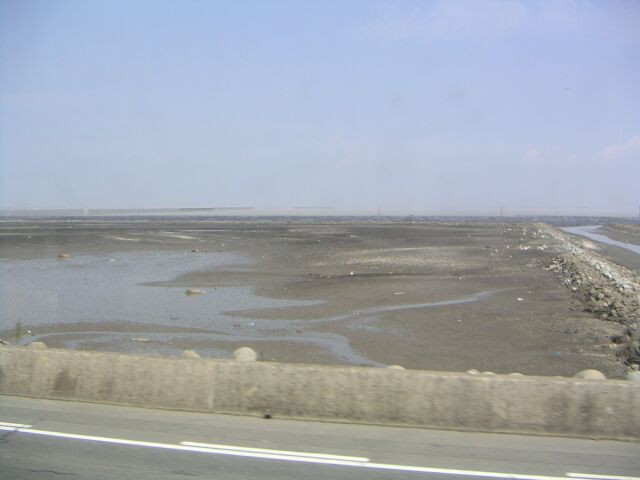
住吉駅 - 肥後長浜駅間の車窓

### バス路線
国道57号に「長浜駅前」停留所があり、産交バスの路線が発着する。
産交バス
- 三角宇土駅線

三角産交行き / 宇土駅前行き
※日曜祝日は運休

## 隣の駅
九州旅客鉄道（JR九州）
■あまくさみすみ線（三角線）
住吉駅 - 肥後長浜駅 - 網田駅